# Apicia distycharia
Apicia distycharia là một loài bướm đêm trong họ Geometridae.